# Luftwaffen-SV Stettin
Luftwaffen-SV Stettin was een Duitse legervoetbalclub uit de Pommerse stad Stettin, dat tegenwoordig het Poolse Szczecin is.

## Geschiedenis
De club werd in 1939 opgericht. Na één seizoen promoveerde de club naar de Gauliga Pommern
Na het einde van de Tweede Wereldoorlog werden alle Duitse voetbalclubs ontbonden, Stettin werd nu een Poolse stad en de club hield op te bestaan.

## Erelijst
Gauliga Pommern
1941